# Baures (municipio)
Baures es una localidad y municipio de Bolivia, ubicado en la provincia de Iténez en el departamento del Beni. El municipio tiene una superficie de 16.000 km² y cuenta con una población de 5.965 habitantes según el Censo INE 2012.
En el este del municipio se encuentra una pequeña parte del Parque nacional Noel Kempff Mercado, creado en 1979.

## Historia

Pobladores baure fotografiados a orillas del río Blanco en 1909.

Baures fue fundado como reducción por el padre Lorenzo Legarda en 1708, como parte de las Misiones jesuíticas de Moxos, con el nombre de Concepción.

## Ubicación
Está situado en la provincia de Iténez, a una altitud de 150 m s. n. m., en la margen izquierda del Río Negro, afluente del Río Iténez. La localidad de Baures se encuentra a 70 km al sureste de la capital provincial Magdalena y a 200 kilómetros al noreste de la capital del departamento, Trinidad.

## Geografía

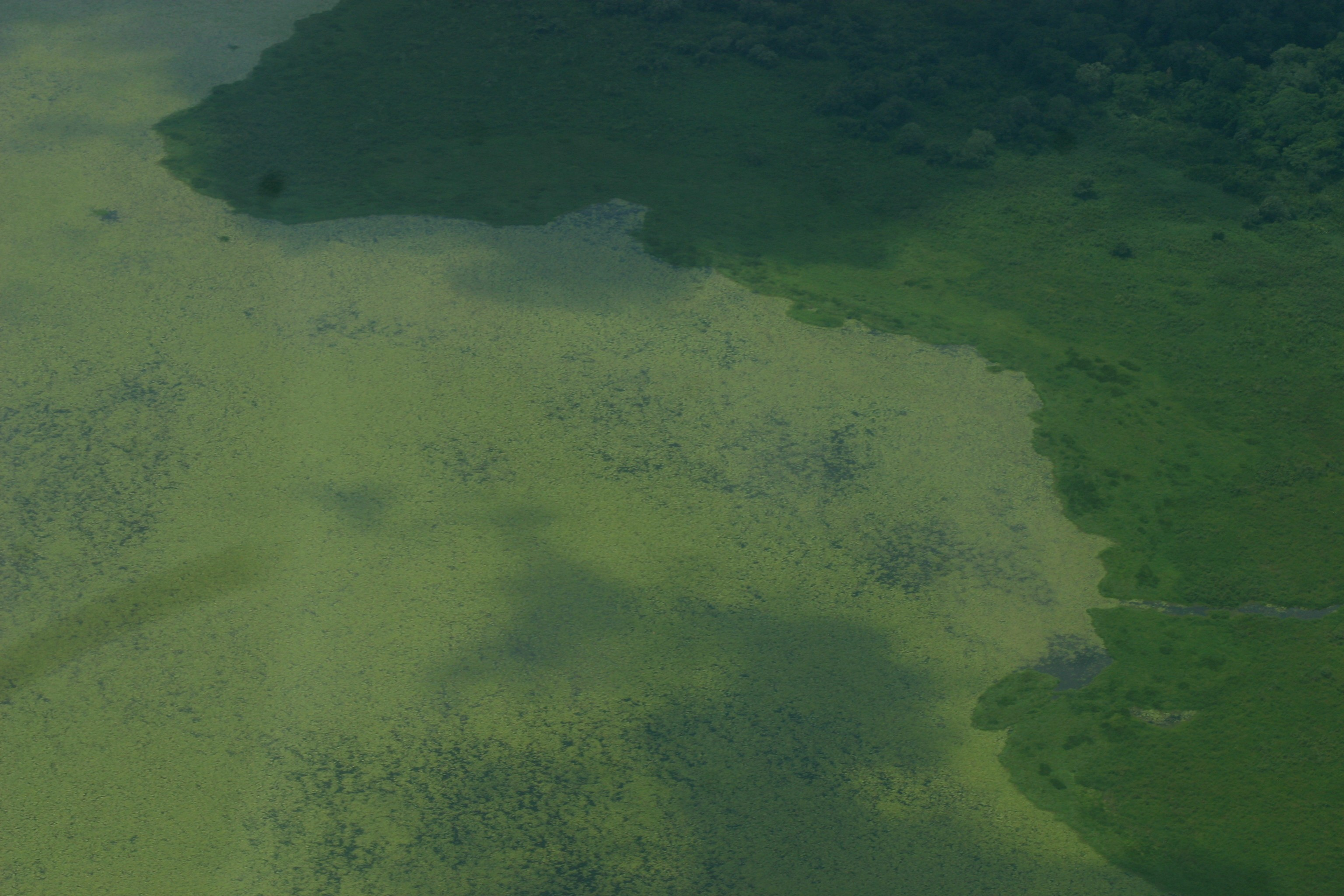
Vista aérea de la Reserva Científica, Ecológica y Arqueológica Kenneth Lee.

El clima en la zona se caracteriza por ser tropical con una temperatura equilibrada con pequeñas variaciones, la temperatura media anual es de alrededor de 27 °C. La precipitación anual supera los 1.400 mm, con una estacionalidad marcada, teniendo una estación húmeda de noviembre a marzo y una estación seca de junio a agosto.
Al extremo este del municipio se encuentra la Serranía de San Simón, que se caracteriza por sus vetas de oro, manganeso y piedras preciosas.

## Demografía
De acuerdo con el censo boliviano de 2024, la población del municipio de Baures es de 6 564 habitantes.
La población del municipio aumentó ligeramente entre 1992 y 2024:
| Año  | Habitantes (municipio) | Habitantes (localidad) | Fuente        |
| ---- | ---------------------- | ---------------------- | ------------- |
| 1992 | 5 133                  | 1 846                  | Censo de 1992 |
| 2001 | 5 264                  | 2 422                  | Censo de 2001 |
| 2012 | 5 965                  | 2 127                  | Censo de 2012 |
| 2024 | 6 564                  |                        | Censo de 2024 |

La base de la población está compuesta por la etnia baure y otros grupos étnicos de la zona. 

## Economía
En la agricultura se destacan el maíz, yuca, frejol, arroz y la recolección de cacao.

### Productos comercializados
Cacao, harina de yuca (chivé). Comercialización efectuada a nivel local, a los ganaderos y al pueblo. Frutas del monte para el pueblo. Mano de obra en las estancias ganaderas o trabajo eventual en la construcción, en los pueblos.

### Actividades de subsistencia
Caza, pesca, recolección de madera, hojas de palma, plantas medicinales. Agricultura para autoconsumo. Artesanía (tejido de hamacas de algodón, sombreros, "jasayes" y sopladores de fibras vegetales). Ganadería incipiente, con ganado como capital familiar.

## Recursos naturales
La región se caracteriza por una gran variedad de ecosistemas, desde inmensas sabanas, hasta bosques de galería, pasando por islas de pampa, pantanales o curichales. Cuentan con un importante potencial de árboles de cacao silvestres, ubicados en bosques y de acceso irrestricto y con árboles de madera fina (mara, roble, cedro, ochoó, etc.). La fauna ha sido diezmada por el comercio de pieles y cueros que se realizó entre los años 1970 y 1980, sobre todo los caimanes, lagartos, lobitos de río, tigres, parabas y "taitetús".
En la serranía de San Simón, al noreste del área ocupada por los baures, se han establecido asentamientos de cooperativistas mineros, pequeñas y medianas empresas privadas para la explotación del oro, que lamentablemente no han tomado medidas acerca del impacto ambiental de dicha explotación (uso del mercurio).

## Infraestructura
Existe una carretera de Trinidad a El Carmen del Iténez y otros ramales se encuentran en construcción. Por otro lado, se utiliza el río Blanco para la navegación fluvial. El municipio de Baures también cuenta con un aeropuerto para el transporte de pasajeros por vía aérea.